# Troll Hunter
Troll Hunter è un film del 2010 scritto e diretto da André Øvredal.
Girato in forma di mockumentary e  "video ritrovato", con uno stile narrativo e la ripresa in prima persona simili a quelli visti nei film The Blair Witch Project e Cloverfield.

## Trama
Nel 2008 2 DVD contenenti 283 minuti di materiale video furono fatti pervenire in forma anonima alla redazione di un giornale norvegese; da questi 2 DVD, reputati autentici, è stato tratto un video contenente i momenti più significativi, ed è ciò che gli spettatori stanno per vedere. Tre studenti di giornalismo, Kalle, Johanna e Thomas, decidono di girare un documentario sulla caccia agli orsi, attività che in Norvegia deve essere autorizzata dal governo. Kalle esegue le riprese, Johanna si occupa dell'audio e Thomas conduce le interviste.
Parlando con i cacciatori i ragazzi vengono a sapere del bracconiere Hans, che dà la caccia agli orsi senza averne l'autorizzazione. Il loro primo tentativo di avvicinarlo si rivela infruttuoso, così decidono di pedinarlo. Hans si mostra velatamente minaccioso nei loro confronti, intimandogli di stare lontani da lui se non vogliono cacciarsi in qualcosa di cui potrebbero pentirsi. I tre lo seguono di nascosto in un bosco durante quella che pensano essere una delle sue battute di caccia notturne, quando all'improvviso Hans compare dal buio esclamando «Troll!» e si odono dei rumori. I ragazzi fuggono insieme al bracconiere da una creatura che si mette al loro inseguimento, riuscendo anche a ferire Thomas alla spalla destra, ma che alla fine desiste e si allontana scomparendo nella foresta. Thomas e gli altri si rifiutano di credere che potesse trattarsi veramente di un troll, neanche dopo aver visto la loro macchina, che avevano lasciato nel bosco, ridotta ad un rottame, ma riescono infine a convincere Hans ad accompagnarlo nella sua prossima battuta di caccia per filmare ciò che fa.
La notte successiva, prima di partire, Hans si accerta che tutti e tre i ragazzi siano atei, visto che secondo quanto dice i troll sono attratti dall'odore del sangue dei cristiani. Lasciati soli in una radura, Thomas e gli altri si convincono sempre di più che Hans sia un po' matto, o che al massimo si voglia divertire alle loro spalle, ma si ricredono quando all'improvviso un troll a tre teste sbuca dalla foresta. Ne nasce una lunga fuga tra gli alberi, durante la quale Kalle ha modo di filmare da vicino il troll, che finisce tramutato in pietra non appena Hans lo illumina con una gigantesca lampada ad ultravioletti posta sul tetto del suo fuoristrada: infatti i troll sono fortemente allergici alla luce del sole e, di fatto, reagiscono ad essa tramutandosi appunto in pietra o addirittura esplodendo in mille pezzi. A quel punto, il cacciatore rivela la verità: Hans lavora per la TST (Troll Security Team), un'organizzazione segreta del governo norvegese che si occupa della salvaguardia dei troll e di celarne l'esistenza all'opinione pubblica. Il suo compito è quello di cacciare e uccidere ogni troll che esca dal suo territorio o diventi aggressivo; da qualche tempo poi i troll hanno cominciato a comportarsi in modo strano, e lui è stato inviato lì per capirne il motivo.
Hans inoltre risponde a Finn, il capo del Troll Security Team, che loro credevano essere un semplice burocrate e che non approva per niente l'idea di Hans di rendere tutto pubblico, cercando più volte di bloccare le riprese e minacciando tutti delle conseguenze a cui andranno incontro sfidando la sua pazienza. Tuttavia il troll che Hans ha appena ucciso non è quello che li ha aggrediti la prima volta nella foresta, così i quattro si mettono sulle sue tracce per ucciderlo e prelevargli un campione di sangue da analizzare nella speranza di capire il motivo del recente comportamento anomalo dei troll. Lo ritrovano nei pressi di un torrente, riuscendo a fatica a prelevargli il sangue prima di abbatterlo vista la sua aggressività; il campione viene portato alla veterinaria Hilde, un altro membro del TST, quindi Hans e i ragazzi si rimettono in marcia alla ricerca di altre risposte.
La loro ricerca li conduce all'interno di una grotta, ma prima che possano allontanarsi la famiglia di troll che la abita fa ritorno e loro sono costretti a nascondersi nell'attesa che si addormentino. I troll però sono inquieti, e a quel punto Kalle, avendo ormai terminato la scorta di essenza di troll a loro disposizione per mascherare il loro reale odore, ammette di essere cristiano; i quattro provano a fuggire inseguiti dai troll, ma Kalle viene raggiunto e mangiato prima che possa uscire all'esterno. Thomas e Johanna, distrutti dalla perdita ed infuriati col governo per gli orrori che cela come "incidenti strani", decidono di andare comunque avanti con le riprese in modo che tutti sappiano la verità e che la morte del loro amico non sia stata vana, nonostante le minacce di Finn; da Oslo fanno venire un nuovo cameraman, Malica, una ragazza musulmana che non crede all'esistenza dei troll.
Alla fine Hans scopre il motivo della fuga di massa dei troll e del loro comportamento: uno Jotnar, il troll più grande e pericoloso che esista, è uscito dal suo territorio, delimitato da un anello di cavi dell'alta tensione che formava un gigantesco recinto (i troll, oltre alla luce solare, temono l'elettricità), e ha fatto fuggire tutti i troll della regione, rendendoli nervosi e aggressivi. Inoltre, dall'analisi del sangue effettuata sul troll che ha aggredito Thomas, si scopre che aveva la rabbia, trasmessagli quasi sicuramente dallo Jotnar, e anche Thomas comincia infatti a mostrare i primi segni della malattia. Su di una distesa brulla coperta di neve ha luogo lo scontro con lo Jotnar, un gigante di oltre cento metri, e al termine della battaglia Hans ha la meglio riuscendo ad abbatterlo; quindi, voltatosi un'ultima volta verso la telecamera, si congeda coi ragazzi (ai quali si è aggregato, suo malgrado, un sismologo che stava studiando la zona), augurandosi che avessero abbastanza materiale per rivelare la verità al mondo, e si allontana scomparendo dietro ad un crinale.
Il giorno dopo i ragazzi tornano verso valle, ma vengono raggiunti da Finn e dai suoi uomini. Terrorizzati scappano, però Johanna cade e viene raggiunta e di Malica e del sismologo si perdono le tracce. Rimane solo Thomas, che ha recuperato la telecamera e le registrazioni e che raggiunge una strada, vicino alla quale però poi collassa a causa della rabbia, venendo sicuramente catturato insieme agli altri. Poco dopo un tir lì di passaggio inchioda, forse notando qualcosa al bordo della strada (la videocamera e i nastri), proprio prima che la camera smetta di riprendere, quindi il video si interrompe bruscamente. I titoli di coda affermano che, nonostante le ricerche, la redazione del giornale a cui il video è stato recapitato non è riuscita a rintracciare i ragazzi che hanno ripreso l'intera storia, così come nessuna delle altre persone apparse nel filmato.
Al termine del film vi è una scena che mostra una conferenza, avvenuta per davvero e citata dalla TV che ha ricevuto i nastri, tenuta dall'allora primo ministro norvegese Jens Stoltenberg, il quale, parlando dei cavi dell'alta tensione, ammette candidamente l'esistenza dei troll, con grande disappunto di Finn, seduto accanto a lui. Ciononostante, i giornalisti lì presenti non carpiscono il vero significato delle sue parole.

## Riconoscimenti
- 2011 - Méliès d'argento
- 2011 - Premio Amanda
  - Miglior film per il pubblico
- 2011 - Saturn Award
  - Candidatura per Miglior film internazionale
- 2012 - Empire Awards
  - Candidatura per Miglior horror